# Gostilizy
Gostilizy (russisch Гости́лицы, finnisch Kosteritsa) ist ein Dorf (derewnja) in der Oblast Leningrad in Russland, 25 km von Peterhof und 56 km von Sankt Petersburg entfernt. Es hat 5006 Einwohner (Stand 1. Januar 2024).

## Geschichte
Erste schriftliche Erwähnung der Ortschaft stammt bereits aus den Urkunden der Republik Nowgorod des 15. Jahrhunderts. Das heute teilweise erhaltene ehemalige Landgut wurde Anfang des 18. Jahrhunderts erbaut und ging in den 1740er-Jahren in den Besitz von Fürst Rasumowski über. 1764 wurde dort eine Kirche der Swjataja Troiza (russisch: храм во имя Святой Троицы, zu deutsch Dreifaltigkeitskirche) erbaut. Noch bis 1824 blieb das Anwesen im Besitz des Rasumowski-Geschlechts. Es beinhaltete neben dem Herrenhaus, der Kirche und Dienstgebäuden eine großzügige Parkanlage mit Pavillons, Orangerien und drei Kavallerie-Korps. Der sogenannte Tee-Pavillon, Mitte des 18. Jahrhunderts erbaut, wird dem renommierten italienisch-russischen Architekten Bartolomeo Francesco Rastrelli zugeschrieben.
1825 ging der Komplex in den Besitz von A.M. Potjomkin (Oberst Alexander Michailowitsch Potjomkin, verheiratet mit Tatjana Golitzyna) über und wurde im Laufe des 19. Jahrhunderts mehrfach umgebaut. Im Jahre 1872 erbte B.A. Golitzyna das Gut, der es 1885 an F.E. von Wrangel verkaufte. Im Jahre 1889 übernahm Carl Heinrich von Siemens, Bruder des Werner von Siemens das Gut. Nach seinem Tod im Jahre 1906 erbte seine Tochter, Marie von Graevenitz Gut und Schloss. Nach der Oktoberrevolution 1917 wurde das Gut verstaatlicht und beherbergte zeitweise eine Sowchose.
Im Zweiten Weltkrieg war der Ort von 1941 bis 1944 unter Kontrolle der deutschen Wehrmacht, die in der Nähe einen ihrer Stützpunkte für die Belagerung Leningrads hatte. In dieser Zeit wurden viele Bauwerke des ehemaligen Landguts stark beschädigt. In den 1960er- und 1970er-Jahren wurde der Ort um einige neue Wohnviertel erweitert, während die Kriegsschäden am ehemaligen Landgut teilweise bis heute sichtbar sind.

### Bevölkerungsentwicklung
| Jahr | Einwohner |
| ---- | --------- |
| 2002 | 3581      |
| 2010 | 3728      |

Anmerkung: Volkszählungsdaten

## Sehenswerte Bauwerke
- Dreifaltigkeitskirche
- Reste des ehemaligen Herrenhauses
- Teehäuschen
- Englischer Landschaftspark mit Teichen
- Kriegsmahnmal mit Soldatenfriedhof